# イヴァン・リンス
イヴァン・リンス（Ivan Lins、本名：Ivan Guimarães Lins、1945年6月16日 - ）は、ブラジル出身のミュージシャン。ブラジリアン・ポピュラー・ミュージック (MPB) やジャズ界で主に活動している。初期のヒット作である「Madalena」は、1970年にエリス・レジーナによって録音されたことでも有名である。
彼の曲は、カーメン・マクレエ、エラ・フィッツジェラルド、サラ・ヴォーン、クインシー・ジョーンズ、ジョージ・ベンソン、マンハッタン・トランスファー、ダイアン・シューア、ナンシー・ウィルソン、イリアーヌ・アライアス、パティ・オースティン、トゥーツ・シールマンス、TAKE 6、リー・リトナー、デイヴィッド・ベノワ、マーク・マーフィー、デイヴ・グルーシン、セルジオ・メンデス、マイケル・ブーブレ、スティングなどを含む、多くの著名ミュージシャンにカバーされている。

## 経歴
リオ・デ・ジャネイロに生まれる。海軍技術者であった父が、リオの士官学校での研究をマサチューセッツ工科大学の大学院で行ったため、幼少の頃の彼は数年マサチューセッツ州ボストンに暮らす。帰国後、リオ・デ・ジャネイロ連邦大学 (UFRJ) で産業化学工学の学位をとる。音楽活動を開始する以前は、バレーボールの道へ進もうとしていた。

## 活動
イヴァン・リンスは数あるアルバムを出しているが、彼の書いた曲の中には「ラブ・ダンス」(Love Dance)、「コメサール・ヂ・ノーヴォ」(Comecar de Novo)（アラン・バーグマンとマリリン・バーグマンによる英詞のついた「The Island」というタイトルのものもある）や「ヴェラス・イサーダス」(Velas Içadas)などのように、北上してアメリカ・ジャズ界での地位を獲得したものもある。1990年代初期、リンスはリプリーズ・レコード／ワーナー・ブラザース・レコードでのレコーディングを行ったこともある。
ジャズ・フュージョン界においてもセッションマンとして活動し、1980年代中頃には、デイヴ・グルーシン、リー・リトナーとともに、アルバム『ハーレクィン』を録音している。また、テレンス・ブランチャードが1996年に発表したイヴァン・リンス作品集『ハート・スピーク〜プレイズ・イヴァン・リンス〜』では、13曲中10曲にゲスト・ボーカリストとして本人が参加した。
サッカーはフルミネンセFCのファンで、球団歌「Hino do Fluminense」も歌唱している。

## 日本との関わり
2014年に発表された椎名林檎のオリジナル・アルバム『日出処』に収録されている楽曲「赤道を越えたら」へスキャットを提供した。

## ディスコグラフィ

### アルバム
- 『イヴァン・リンス登場!』 - Agora (1970年)
- 『汽車を見送りなよ』 - Deixa O Trem Seguir (1971年)
- 『僕は誰?』 - Quem Sou Eu (1972年)
- 『モード・リーヴリ』 - Modo Livre (1974年)
- 『シャーマ・アセーザ』 - Chama Acesa (1975年)
- 『今宵楽しく』 - Somos Todos Iguais Nesta Noite (1977年、Odeon/EMI)
- 『ノス・ヂアス・ヂ・オージェ』 - Nos Dias de Hoje (1978年、Odeon/EMI)
- 『ある夜』 - A Noite (1979年、Odeon/EMI)
- 『ノーヴォ・テンポ』 - Novo Tempo (1980年、Odeon/EMI)
- Daquilo Que Eu Sei (1981年)
- Depois dos Temporais (1983年)
- 『ジュントス』 - Juntos (1984年、Philips)
- Ivan Lins (1986年)
- Mãos (1987年)
- 『LOVE DANCE』 - Love Dance (1988年、Riprise/Warner)
- Amar Assim (1989年)
- 『アウア・イオ〜魂への讃歌』 - Awa Yiô (1993年、Riprise/Warner)
- Acervo Especial (1994年、RCA/BMG)
- A Doce Presença de Ivan Lins (1995年)
- Anjo de Mim (1995年)
- I'm Not Alone (1996年)
- Acervo Especial, Vol. 2 (1997年)
- Ao Vivo Ivan Lins, Chucho Valdés e Irakere (1996年、Velas)
- Viva Noel: Tributo a Noel Rosa Vols. 1, 2, 3 (1997年)
- Live at MCG (1999年、Jazz MCG/Heads Up)
- Dois Córregos (1999年)
- Um Novo Tempo (1998年)
- A Cor Do Pôr-Do-Sol (2000年)
- 『ジョビニアンド』 - Jobiniando (2001年)
- Love Songs - A Quem Me Faz Feliz (2002年)
- I Love Mpb - Amor (2004年)
- Cantando Histórias (2004年)
- Acariocando (2006年)
- Saudades de Casa (2007年)
- 『イヴァン・リンス&メトロポール・オーケストラ』 - Ivan Lins & The Metropole Orchestra (2009年、Discmedi) ※with メトロポール・オーケストラ
- Janeiro (2010年)
- Íntimo (2010年)
- Amorágio (2012年)
- Cornucopia (2013年) ※with SWR Big Band
- 『アメリカ、ブラジル』 - América, Brasil (2014年)
- Muito Bom Tocar Junto (2016年) ※with Geraldo Flach
- Cumplicidade (2017年) ※with Gilson Peranzzetta